# Ernst Haefliger
Ernst Haefliger (* 6. Juli 1919 in Davos; † 17. März 2007 ebenda) war ein Schweizer Opernsänger (Tenor), der auch und besonders als Bach-Interpret bekannt geworden ist.

## Leben

### Ausbildung und künstlerische Karriere
Nach der Ausbildung im Lehrerseminar Wettingen, wo er durch Musikdirektor Karl Grenacher eine starke Förderung erhielt,  studierte Haefliger Gesang und Geige am Konservatorium in Zürich, später Gesang beim italienischen Tenor Fernando Carpi in Genf und danach bei Julius Patzak in Wien.
Haefliger trat zum ersten Mal 1943 als Evangelist in Johann Sebastian Bachs Johannespassion in Zürich beim Gemischten Chor Zürich auf; hier sang er regelmässig als Solist in den Oratorien und Konzerten des Chores bis 1984. Dem Debüt folgten sogleich zahlreiche Konzertverpflichtungen in der Schweiz und – nach Kriegsende – im nahen Ausland. Bald fiel er dem Dirigenten Ferenc Fricsay auf, der ihn für die Festspiele nach Salzburg holte. Dort begann 1949 Haefligers Weltkarriere als Tiresias in Carl Orffs Oper Antigonae.
1952 folgte er dem Ruf von Ferenc Fricsay an die Deutsche Oper Berlin, wo er als lyrischer Tenor die Tenorpartien in sämtlichen Mozartopern, in Rossinis Barbier von Sevilla und Le comte Ory, den Hans in Smetanas Verkaufter Braut, Hans Pfitzners Palestrina u. v. a. sang.
1971 wurde er zum Professor für Gesang an die Münchener Hochschule für Musik berufen, wo er bis 1988 unterrichtete. Weiter gab er Meisterkurse in Zürich, Japan und den USA und veröffentlichte das Standardwerk Die Kunst des Gesangs (Verlag Schott, Mainz), das er ganz unter den Leitgedanken des Belcanto stellte.
Dank seiner schlanken Stimmführung und klaren Diktion war Haefliger der ideale Interpret des Evangelisten in Bachs Passionen. Seine hohe Phrasierungskunst prädestinierte ihn ebenso für alle Tenorpartien in den Opern von W. A. Mozart, für den Liedgesang und für die Interpretation zeitgenössischer Werke wie Frank Martins Le vin herbé, Zoltán Kodálys Psalmus hungaricus, Wilfried Hillers Hiob.
Haefliger nahm mit dem Münchener Bach-Chor unter der Leitung von Karl Richter die Passionen und zahlreiche Kantaten von Bach sowie Händels Messias bei der Deutschen Grammophon Gesellschaft auf. Unter der Leitung von Ferenc Fricsay spielte er die Mozart-Opern Die Entführung aus dem Serail, Don Giovanni, Die Zauberflöte und Idomeneo sowie Kodálys Psalmus hungaricus ein. Als Liedinterpret trat Haefliger in zahlreichen Konzerten auf, zunächst mit der Berliner Pianistin Hertha Klust, mit dem Wiener Erik Werba und später mit dem Schweizer Dirigenten und Pianisten Jörg Ewald Dähler, der ihn auf seinem Hammerflügel in den großen Schubert-Zyklen begleitete und diese mit ihm bei Claves Records ab 1980 aufnahm. Denkwürdig und mehrfach ausgezeichnet war Haefligers Einspielung von Leoš Janáčeks Tagebuch eines Verschollenen bei DGG, mit Rafael Kubelík am Klavier.
Haefliger war Solist in vielen Uraufführungen, unter anderem in Werken von Willy Burkhard, Frank Martin, Peter Mieg, Othmar Schoeck, Carl Orff und Wilfried Hiller. Als einer der ersten Sänger interessierte sich Haefliger für historische Aufführungspraxis und reflektierte diese Praxis bis hinein in die Frühromantik eines Franz Schuberts.

### Privates
Haefliger, der zuletzt in Wien lebte, verstarb im Alter von 87 Jahren in Davos. Seit 1954 war er verheiratet mit der Schweizer Innenarchitektin und Designerin Anna Haefliger-Golin (* 14. Dezember 1931 als Anna Hadorn in Bern; † 30. August 2016 in Wien). Die gemeinsamen Kinder, die an den berufsbedingten Wohnsitzen Berlin und später München aufwuchsen, sind die Schauspielerin Christine Marecek (* 1956 in Berlin; seit 1985 verheiratet mit Heinz Marecek), der Geiger und Musikmanager Michael Haefliger (* 1961 in Berlin), Intendant des Lucerne Festivals, und der in Wien lebende Pianist Andreas Haefliger (* 1962 in Berlin). Die Schauspielerin und Filmemacherin Sarah und der Schauspieler Ben Marecek, beide durch ihre Mutter Christine ebenfalls Schweizer Staatsbürger, sind Haefligers Enkelkinder.
Ende der 1960er Jahre erwarben die Haefligers in Santa Gertrudis auf der Baleareninsel Ibiza eine rund 400 Jahre alte Finca, aus der sie bis 1971 einen Familiensitz schufen. Mitte der 2000er Jahre übernahmen die Tochter Christina und ihr Mann Heinz Marecek die Finca.

## Auszeichnungen und Ehrungen
- Deutscher Kritikerpreis (1955)
- Chapel Gold Medal (England) (1957)
- Berliner Kammersänger
- Bundesverdienstkreuz am Bande (28. November 1983)[11]
- Bundesverdienstkreuz 1. Klasse (15. September 1988)[11]
- Ehrenmitglied der Hochschule für Musik und Theater München

Nach Haefliger wurde der vom Schweizerischen Amt für Kunst und Kultur des Kantons Bern geförderte Gesangswettbewerb Concours Ernst Haefliger benannt, der erstmals 2006 in Gstaad und Bern stattfand und bei dem er als Jurypräsident mitwirkte. Der Concours Haefliger findet regelmäßig im Zweijahresrhythmus statt.

## Werke
- Die Singstimme. Hallwag, Bern 1983 (Beilage: 1 LP).
  - Neuauflage als Die Kunst des Gesangs. Geschichte – Technik – Repertoire. Schott, Mainz 2000, ISBN 3-7957-8720-3.